# Heinrich Lampe (Politiker, 1746)
 Heinrich Lampe  (* 23. Januar 1746 in Bremen; † 18. Dezember 1817 in Bremen) war ein Jurist sowie Senator und Bürgermeister der Stadt Bremen.

## Biografie
Lampe war der Sohn des Professors Heinrich Lampe (1713–1750) und der Professorentochter Adelheid, geb. Hake. Er war verheiratet mit der Senatorentochter Hermanna Dwerhagen; gemeinsam hatten sie drei Kinder. Senator Heinrich Lampe (1773–1825) war sein Sohn.
Er absolvierte ab 1762 das Gymnasium Illustre in Bremen. Nach dem Abitur studierte er ab 1766 Rechtswissenschaften an der Universität Frankfurt an der Oder und promovierte 1770 zum Dr. jur. an der Universität Göttingen. 1770 wurde er Professor der Rechte am Gymnasium Illustre in Bremen.
1781 wurde er Senator in Bremen. Ab 1792 war er auch Richter in Bremen. Vom 26. August 1803 bis zum 15. Dezember 1817 war er Bremer Bürgermeister und schied drei Tage vor seinem Tod aus seinem Amt. Lampe war einer der bedeutenden Schulreformer in Bremen. Er war Gründungsmitglied im Vorstand der 1803 gegründeten Gesellschaft Erholung, einer Lesegesellschaft am Ansgarikirchhof. Er gehörte der Loge Zum Ölzweig an.